# Le avventure della villeggiatura
Le avventure della villeggiatura è un'opera teatrale in tre atti in prosa di Carlo Goldoni scritta nel 1761 e rappresentata per la prima volta nel Teatro San Luca di Venezia durante l'autunno di quell'anno, a fine ottobre, e quindi replicata per nove sere.
Si tratta della seconda parte della cosiddetta Trilogia della villeggiatura e pertanto costituisce il seguito de Le smanie per la villeggiatura.

## Trama
Montenero, luogo di villeggiatura dei livornesi, nella villa di Fulgenzio. Giacinta, fidanzata con il geloso Leonardo, si accende di passione per il giovane Guglielmo, ma alla fine sacrificherà i propri sentimenti per rispettare l'impegno preesistente. Guglielmo si consolerà con Vittoria, cognata di Giacinta.

## Poetica
Scrisse il commediografo veneziano nella prefazione per l'edizione a stampa: "Tutti gli Attori della prima intervengono in questa seconda. Oltre gli Attori suddetti, se ne introducono quattro nuovi, i quali tutti contribuiscono a moltiplicar Le Avventure della Villeggiatura, e tutti servono all'azion principale. L'unità dell'azione è un precetto indispensabile da osservarsi ne' Drammi, quando l'argomento riguarda un personaggio principalmente. Ma quando il titolo collettivo abbraccia più persone, l'unità stessa si trova nella moltiplicità delle azioni. Di questo genere sono (parlando delle mie commedie) Il teatro comico, La bottega del caffè, I pettegolezzi delle donne; e precisamente le tre Commedie presenti. Tutti i personaggi agiscono per lo stesso fine, e tutte le loro diverse azioni si riducono a provar l'argomento".
Giuseppe Ortolani osserva che in questa seconda puntata della trilogia il personaggio di Giacinta, che ne Le smanie per la villeggiatura era piuttosto frivolo e capriccioso, assume un atteggiamento serio, quasi tragico